# Smit Internationale

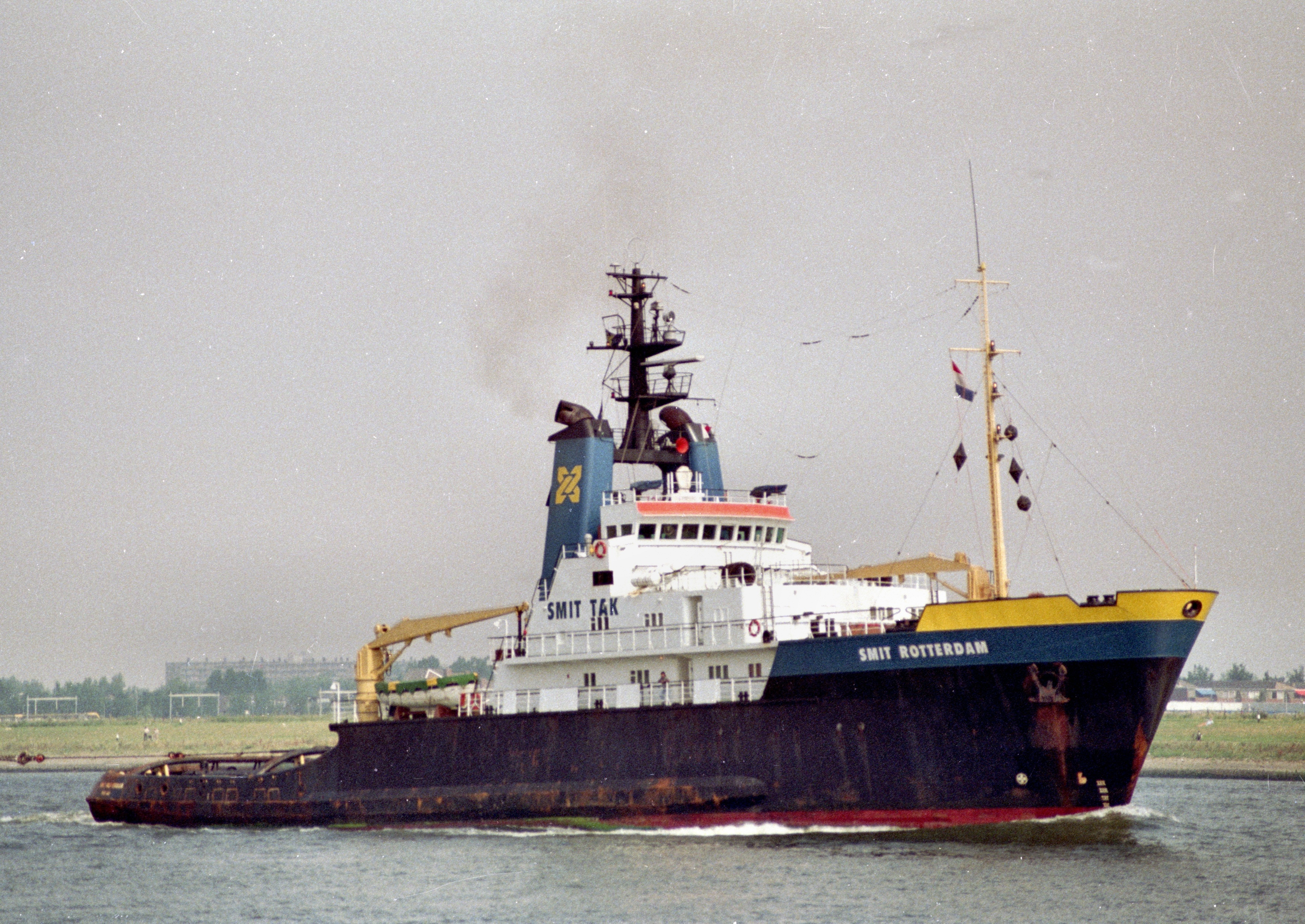
Seeschlepper Smit Rotterdam

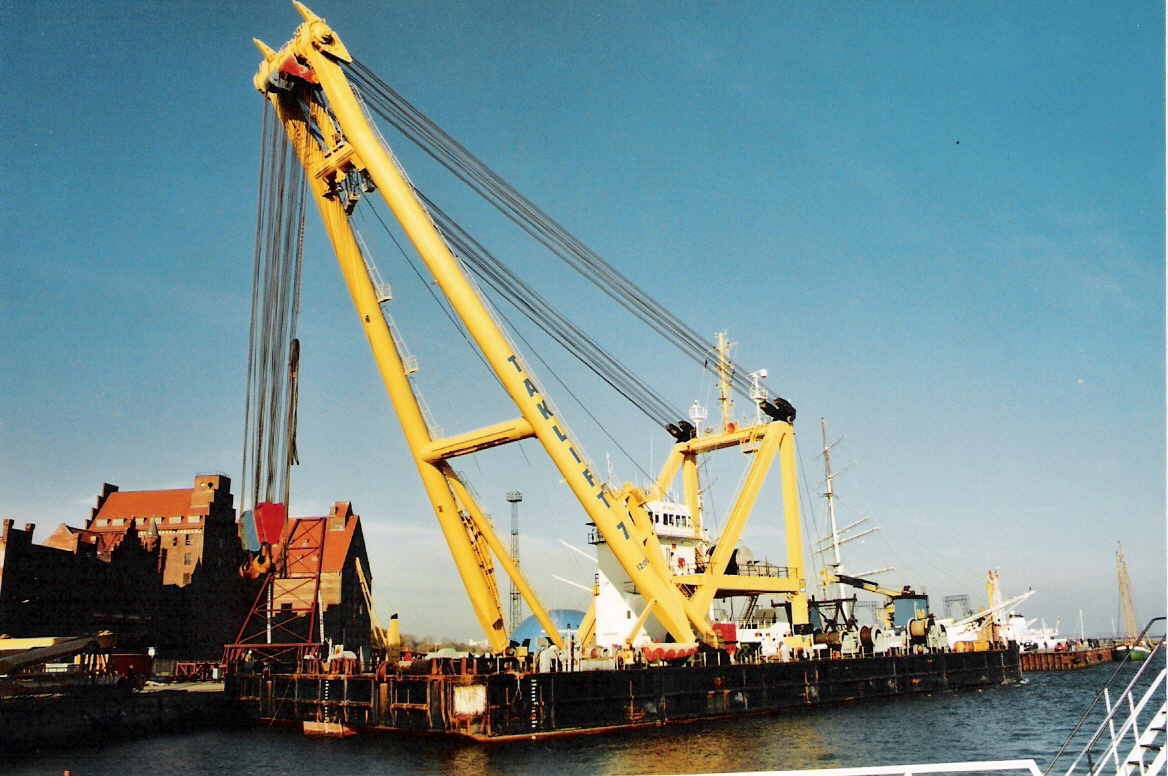
Schwimmkran Taklift 7

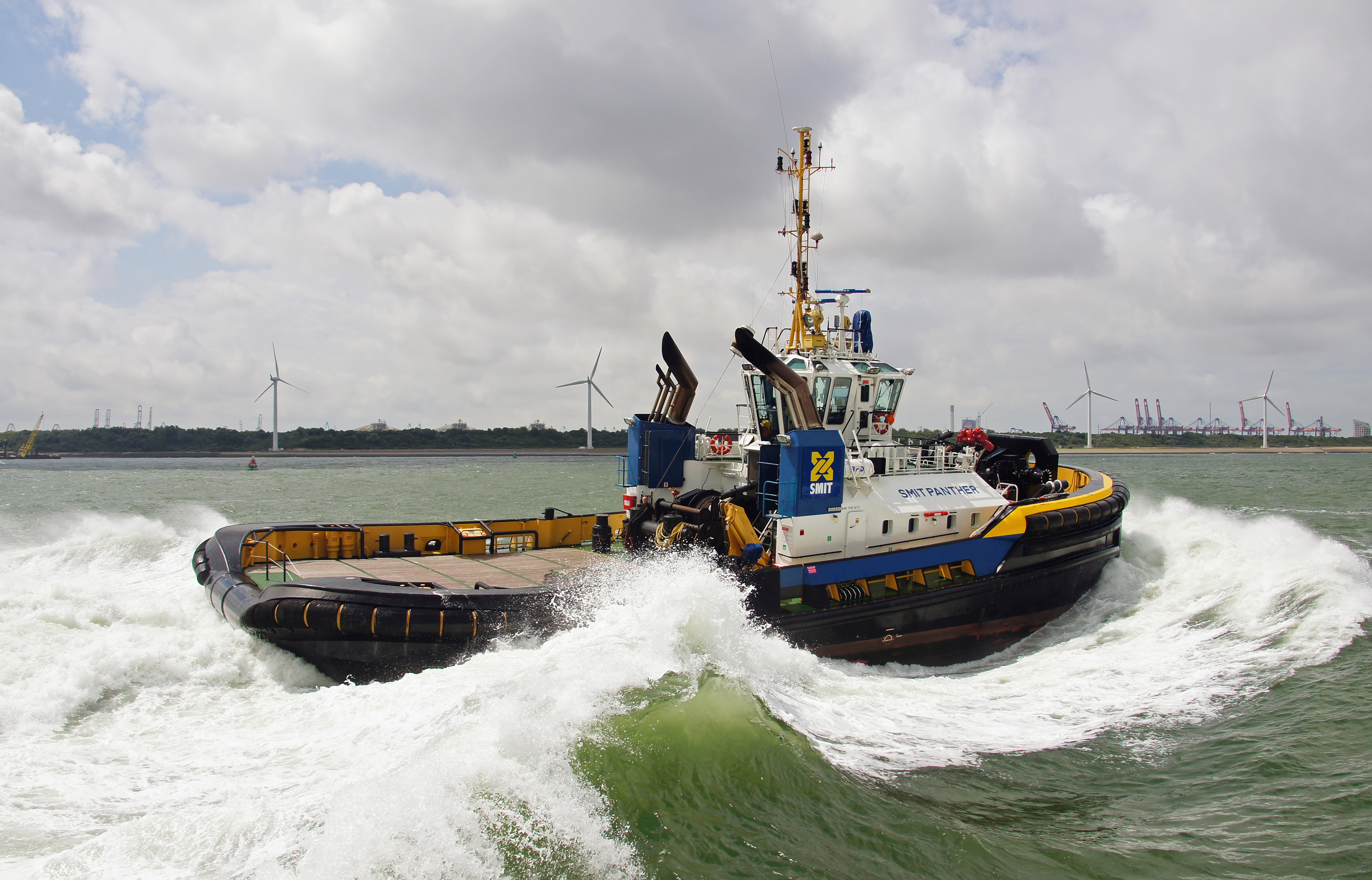
Hafenschlepper Smit Panther

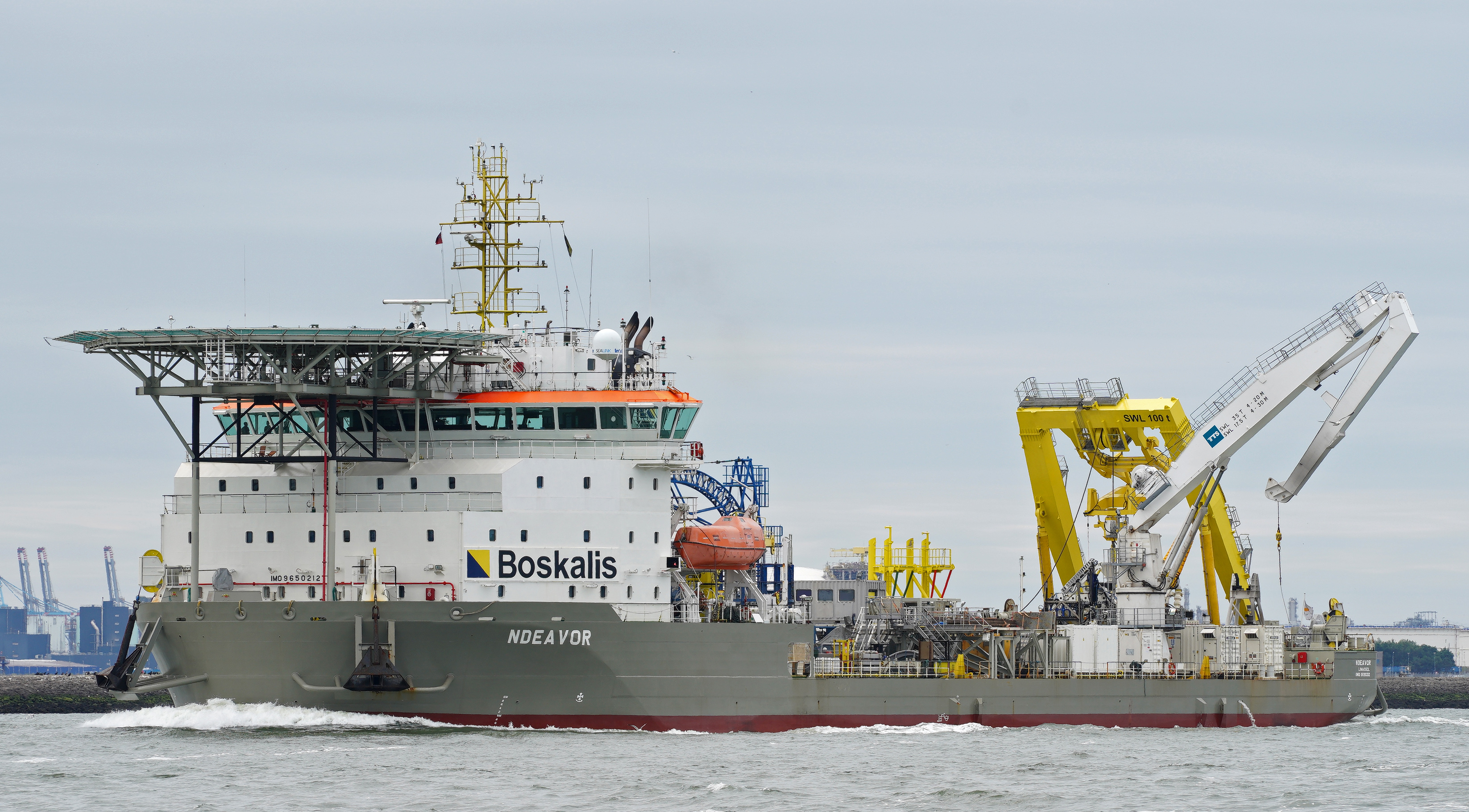
Hilfsschiff Ndeavor

Smit Internationale N.V. ist ein niederländisches Unternehmen, das durch seine Tätigkeit im Bereich von Schlepperdiensten, Bergung von Schiffswracks und vor allem wegen des Einsatzes nach Schiffsunglücken internationale Bekanntheit erlangt hat. Auch wird das Management von Hafenterminals für Fremdunternehmen ausgeführt.

## Geschichte
Das Unternehmen wurde 1842 durch Fop Smit gegründet; es spezialisierte sich im Laufe der Jahre immer mehr auf Schlepperdienste und baute viele Schlepper. Zu Beginn des 20. Jahrhunderts bekam das Unternehmen Konkurrenz durch L. Smit & Co.; die beiden Unternehmen fusionierten jedoch 1923 zu Smit Internationale. Mit der Zeit wurden auch maritime Bergungsmaßnahmen Teil des Unternehmensprofils. So entfernte 1957 Smit 41 Schiffswracks aus dem Suezkanal.
Seit 2010 gehört Smit zur Unternehmensgruppe Royal Boskalis Westminster.

## Konzernstruktur
Smit besteht aus vier Konzernteilen:
- Smit Harbour Towage, Hafen- und Schlepperdienst von Smit
- Smit Terminals, vollständiges Paket vom Schlepperdienst bis zum Management des Hafenterminals
- Smit Salvage (früher Smit-Tak), Umweltschutz-, Schiffswrack- und Bergedienst
- Smit Transport & Heavy Lift, Logistikdienst für schwere Güter

Andere Beteiligungen:
- Smitwijs, Joint-Venture mit unter anderem Wijsmuller für Hochseeschlepper
- Smit Lloyd, Versorgung von Offshore-Anlagen
- Smit Lamnalco
- Saam Smit Towage, Schleppdienste für Amerika
- Keppel Smit Towage, Schleppdienste für Asien[1]

Im Februar 2023 wurde bekanntgegeben, dass die Boluda Corporación Marítima die Smit Lamnalco übernehmen will. Smit Lamnalco verfügt über insgesamt 160 Schiffe, wovon 111 Schlepper sind. Smit Lamnalco befindet sich mittelbar zu 50 % im Besitz von Royal Boskalis Westminster. Die anderen 50 % gehören der saudi-arabischen/ kuwaitischen Rezayat Group.

## Bekannte Bergungsprojekte
Smit Internationale führte unter anderem die folgenden Bergungsprojekte durch:
- den in 3 Teile gebrochenen Tanker Betelgeuse in Irland (1979/1980)[3]
- die Herald of Free Enterprise (1987)
- das russische Atom-U-Boot Kursk (2000)
- die Ehime Maru (2001)
- die Prestige (2001)
- die Jolly Rubino (2002) vor Südafrika (Chemikalien als Ladung; 500 t Schweröl; Brand an Bord; verlassen auf Grund gelaufen; Schleppung, Leeren; Sprengung, um ein künstliches Riff zu bilden)[4][5]
- die Tricolor (2002)
- die Mighty Servant 3 (2006)
- die MSC Napoli (2007)
- die UND Adriyatik (2008)
- die Lisco Gloria (2010)
- die Nordlys (2011)
- teilweise die Costa Concordia durch Leeren der Treibstofftanks (2012)
- die Modern Express vor der französischen Küste (2016) (Schleppen der gekippten RoRo-Fähre in einen Hafen und Aufrichten durch Nutzen der Schiffstanks)[6]
- die Ever Given (2021), die im Suezkanal gestrandet war[7]
- die Eemslift Hendrika (2021), die nach spektakulärer Evakuierung der Mannschaft im Nordmeer trieb und drohte, mit 350 Tonnen Schweröl und 50 Tonnen Dieselkraftstoff an Bord an der norwegischen Küste zu stranden.[8]
- zusammen mit der sri-lankischen Marine die X-Press Pearl vor Colombo; Salpetersäureaustritt, Brand, Sinken (2021)
- Auspumpen und Bergen des verfallenen Öltankers FSO Safer im Roten Meer im Auftrag der UNO (2023)